# فكتور ليندغرين
فكتور ليندغرين (بالسويدية: Viktor Lindgren)‏ هو لاعب هوكي الجليد سويدي، ولد في 16 مارس 1986 في لوليو في السويد.

## وصلات خارجية
- فكتور ليندغرين على موقع EliteProspects.com (الإنجليزية)
- فكتور ليندغرين على موقع HockeyDB.com (الإنجليزية)